# Grand Prix Formule 1 van de Verenigde Staten 2012
De Grand Prix Formule 1 van de Verenigde Staten 2012 werd gehouden op 18 november 2012 op het Circuit of the Americas. Het was de negentiende race van het kampioenschap.

## Wedstrijdverslag

### Achtergrond

#### Totstandkoming
Op 21 september 2012 werd bij het Circuit of the Americas de laatste asfaltlaag aangelegd. Op 25 september werd de laatste inspectie gedaan op het circuit, waarna de race officieel door mocht gaan. Op 22 oktober werd het circuit officieel geopend.

#### DRS-systeem
De coureurs mogen hun DRS-systeem gebruiken op één deel van de baan. Als zij binnen één seconde van hun voorganger rijden, mogen ze hun achtervleugel open zetten op het lange rechte stuk voor de twaalfde bocht.

### Kwalificatie
Sebastian Vettel reed de snelste tijd in zijn Red Bull en mag de race starten van poleposition. McLaren-coureur Lewis Hamilton startte vanaf de tweede plaats, voor Vettels teamgenoot Mark Webber. De Lotus-coureurs Romain Grosjean en Kimi Räikkönen kwalificeerden zich als vierde en vijfde. Michael Schumacher zette zijn Mercedes op de zesde startplaats neer. Felipe Massa en Fernando Alonso zetten hun Ferrari's op de zevende en negende plaats neer en worden gescheiden door de Force India van Nico Hülkenberg. Pastor Maldonado sloot in zijn Williams de top 10 af.
Grosjean ontving na de kwalificatie een gridstraf van vijf plaatsen vanwege het vervangen van zijn versnellingsbak. Massa ontving ook een gridstraf van vijf plaatsen voor het wisselen van zijn versnellingsbak. Hierdoor promoveert de Williams van Bruno Senna naar de top 10.

### Race
De race werd gewonnen door Lewis Hamilton, het was zijn vierde overwinning van het jaar. Sebastian Vettel werd tweede en bezorgde hiermee zijn team Red Bull Racing het constructeurskampioenschap. Het Ferrari-duo Fernando Alonso en Felipe Massa eindigden als derde en vierde, voor Hamiltons teamgenoot Jenson Button. Het Lotus-duo Kimi Räikkönen en Romain Grosjean eindigden de race als zesde en zevende, voor Nico Hülkenberg. De Williamsen van Pastor Maldonado en Bruno Senna behaalden de laatste punten.

## Vrije trainingen
- Er wordt enkel de top 5 weergegeven.

| Vrije training 1 | Pos | No | Coureur          | Constructeur            | Tijd     |
| ---------------- | --- | -- | ---------------- | ----------------------- | -------- |
| Vrije training 1 | 1   | 1  | Sebastian Vettel | Red Bull Racing-Renault | 1:38.125 |
| Vrije training 1 | 2   | 4  | Lewis Hamilton   | McLaren-Mercedes        | 1:39.543 |
| Vrije training 1 | 3   | 5  | Fernando Alonso  | Ferrari                 | 1:40.337 |
| Vrije training 1 | 4   | 3  | Jenson Button    | McLaren-Mercedes        | 1:40.528 |
| Vrije training 1 | 5   | 2  | Mark Webber      | Red Bull Racing-Renault | 1:40.650 |
| Vrije training 2 | Pos | No | Coureur          | Constructeur            | Tijd     |
| Vrije training 2 | 1   | 1  | Sebastian Vettel | Red Bull Racing-Renault | 1:37.718 |
| Vrije training 2 | 2   | 2  | Mark Webber      | Red Bull Racing-Renault | 1:38.475 |
| Vrije training 2 | 3   | 5  | Fernando Alonso  | Ferrari                 | 1:38.483 |
| Vrije training 2 | 4   | 4  | Lewis Hamilton   | McLaren-Mercedes        | 1:38.748 |
| Vrije training 2 | 5   | 3  | Jenson Button    | McLaren-Mercedes        | 1:38.786 |
| Vrije training 3 | Pos | No | Coureur          | Constructeur            | Tijd     |
| Vrije training 3 | 1   | 1  | Sebastian Vettel | Red Bull Racing-Renault | 1:36.490 |
| Vrije training 3 | 2   | 4  | Lewis Hamilton   | McLaren-Mercedes        | 1:36.748 |
| Vrije training 3 | 3   | 18 | Pastor Maldonado | Williams-Renault        | 1:37.001 |
| Vrije training 3 | 4   | 5  | Fernando Alonso  | Ferrari                 | 1:37.180 |
| Vrije training 3 | 5   | 8  | Nico Rosberg     | Mercedes                | 1:37.247 |

Testcoureurs:
- Ma Qing Hua (HRT-Cosworth; P24)

## Kwalificatie
| Pos                 | No | Coureur            | Constructeur            | Q1       | Q2       | Q3       | Grid |
| ------------------- | -- | ------------------ | ----------------------- | -------- | -------- | -------- | ---- |
| 1                   | 1  | Sebastian Vettel   | Red Bull Racing-Renault | 1:36.558 | 1:35.796 | 1:35.657 | 1    |
| 2                   | 4  | Lewis Hamilton     | McLaren-Mercedes        | 1:37.058 | 1:36.795 | 1:35.766 | 2    |
| 3                   | 2  | Mark Webber        | Red Bull Racing-Renault | 1:37.215 | 1:36.298 | 1:36.174 | 3    |
| 4                   | 10 | Romain Grosjean    | Lotus-Renault           | 1:37.486 | 1:36.906 | 1:36.587 | 8    |
| 5                   | 9  | Kimi Räikkönen     | Lotus-Renault           | 1:38.051 | 1:37.404 | 1:36.708 | 4    |
| 6                   | 7  | Michael Schumacher | Mercedes                | 1:37.927 | 1:37.102 | 1:36.794 | 5    |
| 7                   | 6  | Felipe Massa       | Ferrari                 | 1:37.667 | 1:36.549 | 1:36.937 | 11   |
| 8                   | 12 | Nico Hülkenberg    | Force India-Mercedes    | 1:37.756 | 1:37.066 | 1:37.141 | 6    |
| 9                   | 5  | Fernando Alonso    | Ferrari                 | 1:37.968 | 1:37.123 | 1:37.300 | 7    |
| 10                  | 18 | Pastor Maldonado   | Williams-Renault        | 1:37.537 | 1:37.011 | 1:37.842 | 9    |
| 11                  | 19 | Bruno Senna        | Williams-Renault        | 1:37.520 | 1:37.604 |          | 10   |
| 12                  | 3  | Jenson Button      | McLaren-Mercedes        | 1:37.565 | 1:37.616 |          | 12   |
| 13                  | 11 | Paul di Resta      | Force India-Mercedes    | 1:38.104 | 1:37.665 |          | 13   |
| 14                  | 17 | Jean-Éric Vergne   | STR-Ferrari             | 1:38.434 | 1:37.879 |          | 14   |
| 15                  | 15 | Sergio Pérez       | Sauber-Ferrari          | 1:38.500 | 1:38.206 |          | 15   |
| 16                  | 14 | Kamui Kobayashi    | Sauber-Ferrari          | 1:38.418 | 1:38.437 |          | 16   |
| 17                  | 8  | Nico Rosberg       | Mercedes                | 1:38.862 | 1:38.501 |          | 17   |
| 18                  | 16 | Daniel Ricciardo   | STR-Ferrari             | 1:39.114 |          |          | 18   |
| 19                  | 24 | Timo Glock         | Marussia-Cosworth       | 1:40.056 |          |          | 19   |
| 20                  | 25 | Charles Pic        | Marussia-Cosworth       | 1:40.664 |          |          | 20   |
| 21                  | 21 | Vitali Petrov      | Caterham-Renault        | 1:40.809 |          |          | 21   |
| 22                  | 20 | Heikki Kovalainen  | Caterham-Renault        | 1:41.166 |          |          | 22   |
| 23                  | 22 | Pedro de la Rosa   | HRT-Cosworth            | 1:42.011 |          |          | 23   |
| 24                  | 23 | Narain Karthikeyan | HRT-Cosworth            | 1:42.740 |          |          | 24   |
| 107% tijd: 1:43.317 |    |                    |                         |          |          |          |      |

## Race
| Pos | No | Coureur            | Constructeur            | Rondes | Tijd/Oorzaak uitval | Grid | Punten |
| --- | -- | ------------------ | ----------------------- | ------ | ------------------- | ---- | ------ |
| 1   | 4  | Lewis Hamilton     | McLaren-Mercedes        | 56     | 1:35:55.269         | 2    | 25     |
| 2   | 1  | Sebastian Vettel   | Red Bull Racing-Renault | 56     | +0.675              | 1    | 18     |
| 3   | 5  | Fernando Alonso    | Ferrari                 | 56     | +39.229             | 7    | 15     |
| 4   | 6  | Felipe Massa       | Ferrari                 | 56     | +46.013             | 11   | 12     |
| 5   | 3  | Jenson Button      | McLaren-Mercedes        | 56     | +56.432             | 12   | 10     |
| 6   | 9  | Kimi Räikkönen     | Lotus-Renault           | 56     | +1:04.425           | 4    | 8      |
| 7   | 10 | Romain Grosjean    | Lotus-Renault           | 56     | +1:10.313           | 8    | 6      |
| 8   | 12 | Nico Hülkenberg    | Force India-Mercedes    | 56     | +1:13.792           | 6    | 4      |
| 9   | 18 | Pastor Maldonado   | Williams-Renault        | 56     | +1:14.525           | 9    | 2      |
| 10  | 19 | Bruno Senna        | Williams-Renault        | 56     | +1:15.133           | 10   | 1      |
| 11  | 15 | Sergio Pérez       | Sauber-Ferrari          | 56     | +1:24.341           | 15   |        |
| 12  | 16 | Daniel Ricciardo   | STR-Ferrari             | 56     | +1:24.871           | 18   |        |
| 13  | 8  | Nico Rosberg       | Mercedes                | 56     | +1:25.510           | 17   |        |
| 14  | 14 | Kamui Kobayashi    | Sauber-Ferrari          | 55     | +1 ronde            | 16   |        |
| 15  | 11 | Paul di Resta      | Force India-Mercedes    | 55     | +1 ronde            | 13   |        |
| 16  | 7  | Michael Schumacher | Mercedes                | 55     | +1 ronde            | 5    |        |
| 17  | 21 | Vitali Petrov      | Caterham-Renault        | 55     | +1 ronde            | 21   |        |
| 18  | 20 | Heikki Kovalainen  | Caterham-Renault        | 55     | +1 ronde            | 22   |        |
| 19  | 24 | Timo Glock         | Marussia-Cosworth       | 55     | +1 ronde            | 19   |        |
| 20  | 25 | Charles Pic        | Marussia-Cosworth       | 54     | +2 ronden           | 20   |        |
| 21  | 22 | Pedro de la Rosa   | HRT-Cosworth            | 54     | +2 ronden           | 23   |        |
| 22  | 23 | Narain Karthikeyan | HRT-Cosworth            | 54     | +2 ronden           | 24   |        |
| DNF | 2  | Mark Webber        | Red Bull Racing-Renault | 16     | Alternator          | 3    |        |
| DNF | 17 | Jean-Éric Vergne   | STR-Ferrari             | 14     | Ophanging           | 14   |        |

## Standen na de Grand Prix
- Er wordt enkel de top 5 weergegeven.

### Coureurs
| Positie | Nummer | Rijder           | Team                    | Punten |
| ------- | ------ | ---------------- | ----------------------- | ------ |
| 1       | 1      | Sebastian Vettel | Red Bull Racing-Renault | 273    |
| 2       | 5      | Fernando Alonso  | Ferrari                 | 260    |
| 3       | 9      | Kimi Räikkönen   | Lotus-Renault           | 206    |
| 4       | 4      | Lewis Hamilton   | McLaren-Mercedes        | 190    |
| 5       | 2      | Mark Webber      | Red Bull Racing-Renault | 167    |

### Constructeurs
| Positie | Nummers | Team                    | Rijders                         | Punten |
| ------- | ------- | ----------------------- | ------------------------------- | ------ |
| 1       | 1 2     | Red Bull Racing-Renault | Sebastian Vettel Mark Webber    | 440    |
| 2       | 5 6     | Ferrari                 | Fernando Alonso Felipe Massa    | 367    |
| 3       | 3 4     | McLaren-Mercedes        | Jenson Button Lewis Hamilton    | 353    |
| 4       | 9 10    | Lotus-Renault           | Kimi Räikkönen Romain Grosjean  | 302    |
| 5       | 7 8     | Mercedes                | Michael Schumacher Nico Rosberg | 136    |

## Noot
- Dit was de honderdste Grand Prix-start voor Sebastian Vettel.